# Dezső Kolossváry

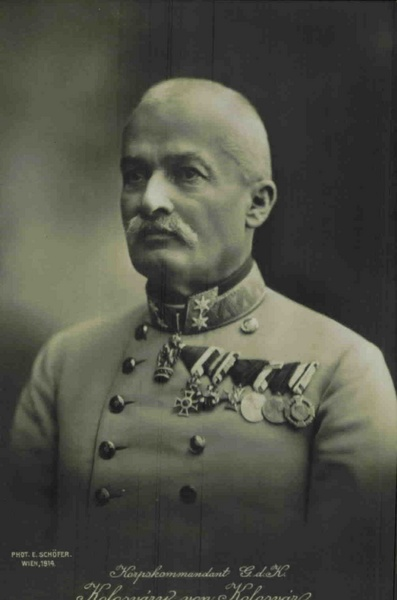
Dezső Kolossváry

Dezső Kolossváry de Kolosvár (Veszprém, 1 mei 1854 – Sopron, 5 april 1919) was een Hongaars officier in het  Oostenrijks-Hongaarse leger en kortstondig politicus.

## Biografie
Hij was de zoon van József Kolossváry, een advocaat en grondbezitter, en Karolina Nedeczky. Hij trad toe tot de militaire academie in Wenen, waar hij in 1876 afstudeerde. Nadien trad hij als luitenant toe tot het 10e huzarenregiment. In 1881 werd hij naar de generale staf van het Oostenrijks-Hongaars leger gehaald. In 1884 werd hij bevorderd tot kapitein en in 1891 tot majoor.
Van 1896 tot 1898 was Kolossváry directeur van het Evidenzbureau, de Oostenrijks-Hongaarse militaire inlichtingendienst. Tijdens deze periode bereikte hij ook de rang van kolonel. In 1901 verliet hij de generale staf in Wenen en ging hij de koninklijk-Hongaarse Honvéd dienen, waar hij het bevel voerde over de 2e cavaleriebrigade. In mei 1903 werd hij bevorderd tot generaal-majoor, maar slechts een maand later nam hij de post van Hongaars defensieminister aan in de regering-Khuen-Héderváry I. Deze regering was slechts een kort leven beschoren en trad al in november 1903 af.
Zijn opvolger als defensieminister, Sándor Nyíri, stond hem hierna toe opnieuw in actieve militaire dienst te treden. De laatste jaren van zijn militaire loopbaan bracht Kolossváry door in de omgeving van de stad Lemberg in Galicië. In 1907 werd hij bevorderd tot luitenant-generaal.
Hij nam deel aan de Slag bij Lemberg aan het begin van de Eerste Wereldoorlog, aan het hoofd van het 11e legerkorps, een onderdeel van het 3e leger onder leiding van Rudolf von Brudermann. Ten gevolge van Oostenrijk-Hongarijes rampzalige nederlaag in deze slag, en niet in het minst het verlies van Lemberg aan de Russen, werd Kolossváry het bevel over het 11e legerkops ontnomen. Nadien kreeg hij geen benoeming meer en werd hij voor onbepaalde duur op verlof gezet vanaf 1 februari 1915. Hij nam dan ook niet meer deel aan de oorlog. Hij stierf in april 1919 in Sopron.